# بدر بن عبد العزيز آل سعود
الأمير بدر بن عبد العزيز آل سعود (1351هـ - 1434هـ/ 1932  - 1 أبريل 2013)، نائب رئيس الحرس الوطني السعودي بمرتبة وزير سابقاً، هو الابن العشرون من أبناء الملك عبد العزيز آل سعود من الأميرة هيا بنت سعد بن عبد المحسن السديري، وهو أحد الأمراء الذين شكلوا حركة الأمراء الأحرار.

## حياته السياسية
في عام 3 رجب 1380 هـ الموافق 21 ديسمبر 1960 عينه الملك سعود بن عبد العزيز آل سعود وزيراً لـ المواصلات، وظل بالمنصب فترة قصيرة حيث تركه في 1 ربيع الآخر 1381 هـ الموافق 11 سبتمبر 1961. وفي 3 ذو القعدة 1387 هـ الموافق 2 فبراير 1968 عينه فيصل بن عبد العزيز آل سعود نائبًا لـ رئيس الحرس الوطني. وفي 11 ذو الحجة 1431 هـ الموافق 17 نوفمبر 2010 أعفي من منصبه بناء على طلبه.

## وفاته
أعلن الديوان الملكي السعودي في بيان رسمي عن وفاة الأمير بدر بن عبد العزيز آل سعود في يوم الاثنين 20 جمادى الأولى 1434 هـ الموافق 1 أبريل 2013 عن عمر يناهز 81 عاما.
وصلي عليه يوم الثلاثاء 21 جمادى الأولى 1434 هـ الموافق 2 أبريل 2013 في جامع الامام تركي بن عبدالله في مدينة الرياض وتقدم مجلس الوزراء السعودي تعازيه للشعب السعودي بوفاته 

## أسرته

### زوجاته
- الأميرة حصة بنت عبد الله بن سعد السديري (ابنة خاله الأمير عبد الله بن سعد السديري). والدة الأمراء فهد و طلال و خالد وفيصل و عبدالعزيز و نوف و جواهر و مضاوي و لمياء.

### أبناؤه
- الأميرة نوف بنت بدر بن عبد العزيز آل سعود (توفيت يوم السبت 16 / 12 / 1437هـ الموافق 17 / 9 / 2016؛ وصلي عليها بعد صلاة عصر يوم الأحد الموافق 17 / 12 / 1437هـ في جامع الإمام تركي بن عبد الله في مدينة الرياض).[6]

- الأميرة مضاوي بنت بدر. متزوجة من الأمير منصور بن عبد الله بن عبد الرحمن آل سعود ولها من البنات الأميرة نجلاء، والأميرة منيرة.
- الأميرة جواهر بنت بدر بن عبد العزيز آل سعود (متوفاة؛ وصلي عليها بعد صلاة عصر يوم الثلاثاء الموافق 12 / 8 / 1435هـ في جامع الإمام تركي بن عبد الله في مدينة الرياض).[7]
- الأمير فهد بن بدر بن عبد العزيز آل سعود، متزوج من الأميرة سارة بنت عبد الله بن عبد العزيز آل سعود وله من الأبناء الأمير محمد، الأميرة نورة (متزوجة من الأمير عبد الإله بن سلطان بن عبد العزيز آل سعود)[8]، الأمير طلال، الأميرة هيا، والأميرة نوف.
- الأميرة لمياء بنت بدر بن عبد العزيز آل سعود. متزوجة من الأمير خالد بن بندر بن محمد بن عبد العزيز آل سعود ولها من الأبناء الأمير عبد الله (متزوج من الأميرة مشاعل بنت خالد بن سلطان بن عبد العزيز آل سعود)[بحاجة لمصدر]، الأمير بندر (متزوج من الأميرة زينة بنت متعب بن عبد الله بن عبد العزيز آل سعود)[9]، الأمير سعد، الأمير سعود، والأميرة سلطانة (متزوجة من الأمير فيصل بن سعد بن فيصل بن سعد الاول[10])
- الأمير طلال بن بدر بن عبد العزيز آل سعود.
- الأمير خالد بن بدر بن عبد العزيز آل سعود. متزوج من الأميرة ريم بنت محمد بن ناصر بن عبد العزيز آل سعود وله من الأبناء الأمير عبد العزيز، الأمير بدر، الأميرة سحر، والأميرة لمى.
- الأمير فيصل بن بدر بن عبد العزيز آل سعود.